# 張鯨
張 鯨（ちょう げい、? - 1215年）は、金末の群雄の一人。弟は張致。

## 概要
1213年よりチンギス・カンの金朝侵攻が始まると、事実上金朝から見放された華北は荒廃し、各地で人望ある指導者が自立するようになった（後の漢人世侯）。1214年末、錦州に住まう張鯨は10万余りの配下を集めて金朝の節度使を殺し、臨海郡王を称した。この頃、左翼万人隊長ムカリ率いる軍団が遼西地方に進出しており、張鯨はこれに降った。
1215年、チンギス・カンは張鯨に北京（大定府）十提控兵を統べて華北の金朝残存勢力を討伐するよう命じた。しかし、ムカリはそもそも張鯨が本心からモンゴルに降ったとは思っておらず、ムカリの要請によって契丹人将軍の石抹エセンとトルン・チェルビがこれを監督することになった。果たして、平州に至ると張鯨は病と称して進軍することを拒み、これを知った石抹エセンはすぐに張鯨を捕らえチンギス・カンの下まで連行した。チンギス・カンは張鯨を責めたが、張鯨は「臣は実に病であって、敢えて叛乱を起こそうという気はありません」と弁明したため、チンギス・カンは「今汝の弟を呼び出して質子（トルカク）とすれば、汝は死を免れるだろう」と弟の張致を差し出すことを要求した。
張鯨はチンギス・カンの要求を一旦は受けいれたものの、宵の内に逃れだし、これを追った石抹エセンによって殺された。しかし、これを知った張致もモンゴルから離反して錦州で自立し、モンゴル軍は一度降った遼西地方の諸城の再侵攻を行わなければならなくなった。なお、『聖武親征録』は張鯨が1216年（丙子/太祖11年）に「遼西王」と称し「大漢」と改元したと記すが、『元史』太祖本紀や関連する列伝とも合致しない。